# Wilmersdorfer Witwen
Wilmersdorfer Witwen ist ein Lied aus dem 1986 im Berliner Grips-Theater uraufgeführten Musical Linie 1, deren gleichnamige Figuren eine spezifische soziale Schicht und ein kulturelles Milieu der West-Berliner Gesellschaft darstellen sollen. Der Komponist Birger Heymann prägte durch das Lied diese Alliteration, die seither auch als Klischee verwendet wird. Den Text des erfolgreichsten und meistgespielten deutschen Bühnenstücks verfasste Volker Ludwig.

## Inhalt
Die in der Szene auftretenden vier selbstgerechten Witwen, die von männlichen Darstellern gespielt werden, entdecken die in der U-Bahn schlafende Protagonistin und vermuten sofort, sie wäre betrunken, drogensüchtig und ginge auf den Strich. Sie beschimpfen sie als eine Schlampe aus dem Westen und fordern sie auf, sofort den Platz zu räumen. Daraufhin mischt sich eine weitere ältere Mitfahrerin ein und weist die Damen konsequent in ihre Schranken. Es entsteht eine Kontroverse: Die Witwen beschimpfen die Dame, die ihren Vater als einen „Sozi“ bezeichnet, als „rote Ratte“, während sie erwidert: „Lieber eine rote Ratte als eine braune Schmeißfliege“. Die Witwen, die sich als „deutschnational“ verorten, führen auf, dass sie lieber „braun“ als „rot“ wählen, und nennen angebliche „Vorzüge“ des „Dritten Reichs“ wie die Autobahn und den Arbeitsdienst. In einem folgenden Lied besingen sie ihr Weltbild und ihre Lebensgeschichte: Sie bezeichnen sich als „Diademe der Reichshauptstadt Berlin“ und kämpfen „für Sauberkeit und Disziplin wie vor fünfzig Jahren“; ihre verstorbenen Ehemänner hatten hohe Posten in der Zeit des Nationalsozialismus und sie werden daher noch heute mittels staatlicher Bezüge gut versorgt. Ihr Weltbild ist geprägt von Konservatismus, Antikommunismus und Fremdenfeindlichkeit. Die vier Wilmersdorfer Witwen Agathe, Kriemhild, Lotti und Martha singen unter anderem:

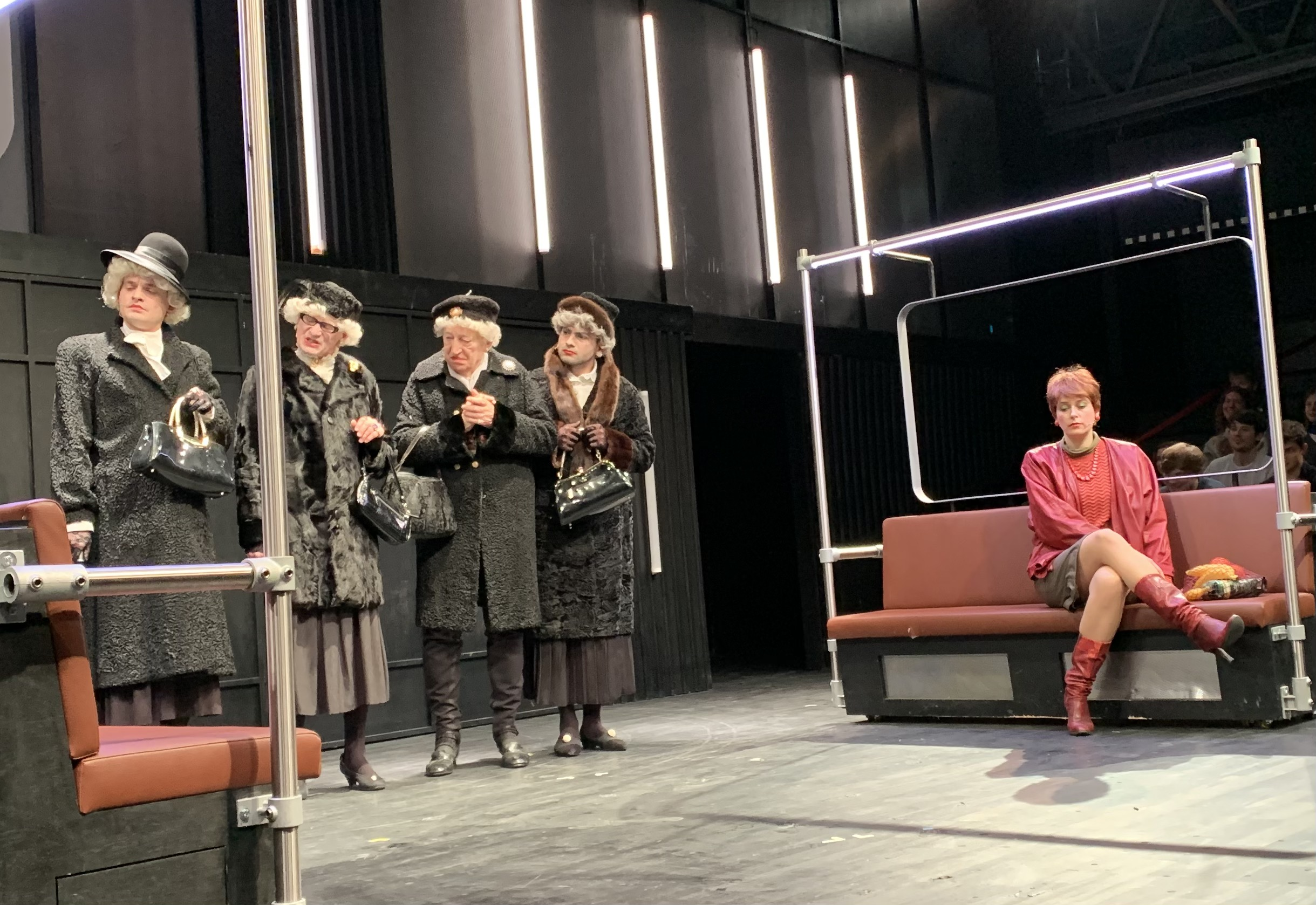
Die Wilmersdorfer Witwen (links) im Musical Linie 1

„Ja, wir Wilmersdorfer Witwen verteidigen Berlin,

sonst wär’n wir längst schon russisch, chaotisch und grün.

Was nach uns kommt ist Schiete,

denn wir sind die Elite.

Wir Wilmersdorfer Witwen!

Berlin erstickt vor Türken

und Asylantenpack

Nur eins kann da noch wirken:

Knüppel aus dem Sack!

Mit Gott und Diepgen im Verein

Wird unsre Stadt bald sauber sein

wie vor fünfzig Jahren“

## Rezeption
Die sprichwörtlich gewordene Wilmersdorfer Witwe gilt als vermögend und konservativ und lebt in einem der bürgerlichen Stadtteile im Westen und Südwesten Berlins. Das Lied beschreibt nach Angaben des Bezirksamtes Charlottenburg-Wilmersdorf von Berlin den Typus einer „standesbewussten“ älteren Berliner Dame, die preußische Tugenden pflegt und hochhält. Die Berliner Zeitung erklärte in einer Kolumne für Neuberliner: „Die Wilmersdorfer Witwe kann selbstverständlich auch aus Zehlendorf, Charlottenburg, Dahlem, Lichterfelde, Grunewald oder Steglitz kommen; auf jeden Fall aber ist sie ein typisches West-Berliner Phänomen, eine wohlsituierte Dame, deren Verflossener einst auf einem einträglichen Posten saß“. Die „modernen Zeiten“ seien ihr grundsätzlich „zu schmuddelig, zu hektisch und zu sittenlos“, sodass sie ihre Aggressionen „am besten beim nachmittäglichen Kaffeekränzchen mit Gleichgesinnten“ abbaut. Es handele sich um eine immer „etwas strafend blickende ältere Dame“, die den ohnehin im Berliner „schlummernde[n] Mißmut“ ausstrahlt und ihre „latente Lust am Nörgeln“ breche sich „immer dann Bahn, wenn keins der vergötterten Enkelkinder in der Nähe ist“. Das Stadtmagazin tip charakterisierte die Figuren des Musicals folgendermaßen:

„Ihre Waffe ist der Stockschirm. Sie sind die personifizierte Lust am latenten Nörgeln. Ihre Uniform ist pietätvoll schwarz mit Kompotthut. Sie haben ganze Dynastien von Kaffeehausbesitzern durch den Verzehr von Schwarzwälder Kirschtorte reich gemacht.“

Der Darsteller Dietrich Lehmann, der eine der vier Witwen in dem Musical spielt und selbst in Wilmersdorf lebt, sagte 2011 zu dem Phänomen: „[…] es sei verbürgt, dass am Rüdesheimer Platz einst gut-situierte Nazis lebten, die sich mit Kommunisten aus der Künstlerkolonie wie Ernst Busch Kämpfe geliefert hätten. Aber die Witwen würden heute nicht mehr auffallen, ‚weil sie sich nicht mehr so trauen‘. Zu sehr habe sich die Gegend hier verändert. Jüngere Leute seien hierhergezogen, die grün und ruhig aber dennoch stadtnah leben wollten.“
Entsprechend diesem Stereotyp wurde beispielsweise eine historische Gaslaterne, die im Berliner Gaslaternenmuseum zu sehen und „mit zehn Millimeter dickem Kristallglas mit Facettenschliff und Blattgoldverzierung“ dekoriert ist, als Wilmersdorfer Witwe bezeichnet. Tatsächlich wurde statistisch der ehemalige Bezirk Wilmersdorf mit dem berlinweit höchsten Anteil von alleinstehenden Frauen im Pensionsalter ausgewiesen.